# Ilhas Cook nos Jogos Olímpicos de Verão de 2008
As Ilhas Cook participaram dos Jogos Olímpicos de Verão de 2008, em Pequim, na China. O país estreou nos Jogos em 1988 e esta foi sua 6ª participação.

## Desempenho

### Atletismo
| Atleta          | Prova                       | Elims. | Elims. | Quartas     | Quartas     | Semifinal   | Semifinal   | Final       | Final       |
| Atleta          | Prova                       | Res.   | Pos.   | Res.        | Pos.        | Res.        | Pos.        | Res.        | Pos.        |
| --------------- | --------------------------- | ------ | ------ | ----------- | ----------- | ----------- | ----------- | ----------- | ----------- |
| Gordon Heather  | 100 m masculino             | 11.41  | 75     | Não avançou | Não avançou | Não avançou | Não avançou | Não avançou | Não avançou |
| Tereapii Tapoki | Arremesso de disco feminino | 48.35m | 37     |             |             |             |             | Não avançou | Não avançou |

### Halterofilismo
Masculino
| Atleta          | Categ.  | Arranque | Arranque | Arremesso | Arremesso | Total | Pos. |
| Atleta          | Categ.  | Res.     | Pos.     | Res.      | Pos.      | Total | Pos. |
| --------------- | ------- | -------- | -------- | --------- | --------- | ----- | ---- |
| Sam Pera Junior | +105 kg | 155      | 12       | 195       | 12        | 350   | 12   |

### Natação
Masculino
| Atleta        | Prova                 | Elims.  | Elims. | Semifinal   | Semifinal   | Final       | Final       |
| Atleta        | Prova                 | Tempo   | Pos.   | Tempo       | Pos.        | Tempo       | Pos.        |
| ------------- | --------------------- | ------- | ------ | ----------- | ----------- | ----------- | ----------- |
| Petero Okotai | 100 m peito masculino | 1:20.20 | 63     | Não avançou | Não avançou | Não avançou | Não avançou |